# Global Force Wrestling
Global Force Wrestling (GFW) fue una organización profesional de lucha libre profesional estadounidense fundada en 2014 por Jeff Jarrett. Jarrett, el fundador y expresidente de la Total Nonstop Action Wrestling (TNA), anunció su intención de crear una nueva promoción de lucha libre, poco después de dejar oficialmente TNA en enero de 2014. Jarrett regresó a TNA, entonces llamada Impact Wrestling, en un papel ejecutivo en enero de 2017 y anunció que GFW se había «fusionado» con Impact Wrestling el 20 de abril de 2017. El 28 de junio de 2017, se anunció que Impact Wrestling había completado la adquisición de GFW y la compañía posteriormente cambió de marca y tomó el nombre de GFW como propio.

## Historia

### Formación
Aunque Jeff Jarrett en un principio siguió siendo un inversionista minoritario en TNA Wrestling, debutó el branding de Global Force Wrestling, en abril de 2014. Desde entonces, ha estado promocionando la marca y el establecimiento de alianzas internacionales con promociones de lucha libre en todo el mundo. La organización tiene una alianza estratégica con 25/7 Productions y David Broome (creador de NBC 's' ' The Biggest Loser' '). Broome ha declarado que la organización planea crear nuevo contenido en el aire 52 semanas al año.
En agosto de 2014, GFW ha anunciado acuerdos de trabajo con la promoción de México Asistencia Asesoría y Administración (AAA), New Japan Pro Wrestling (NJPW) la promoción de Japón, múltiples promociones europeas, promoción de Sudáfrica World Wrestling Professionals (WWP), y promociones de Australia y Nueva Zelanda.
Como parte de la relación de GFW con la New Japan Pro Wrestling, GFW "presentó" de NJPW Wrestle Unido 9 en el Tokyo Dome en PPV el 4 de enero de 2015,que ofreció comentarios de Jim Ross y Matt Striker.
El histórico primer show de Global Force Wrestling se llevará a cabo la noche del viernes, 12 de junio en el Ballpark de Jackson,Tennessee, como parte de la GFW "Grand Slam Tour".
El hogar de grabaciones de eventos en vivo en el futuro para la empresa estará en Orleans Arena de Las Vegas. Los tres primeros eventos fueron anunciados y está previsto que tenga lugar el 24 de julio de 2015, 21 de agosto de 2015 y el 23 de octubre de 2015.

### Campeonatos de GFW
Global Force Wrestling tuvo 4 títulos en su historia
Véase: Campeonatos de Global Force Wrestling

### Fusión con Impact Wrestling
En abril de 2017, Karen Jarrett anunció que la compañía Global Force Wrestling (la cual, era perteneciente a su esposo Jeff Jarrett) sería parte dentro de las actividades de Impact Wrestling y sus respectivos campeonatos sería defendidos en dicho programa. Esto debido a que la GFW cerró sus operaciones por lo que esta se fusionó con Impact para mantener sus actividades.
- Datos: Q16219416